# イェンス・クークレール
イェンス・クークレール（Jens Keukeleire、1988年11月23日 - ）は、ベルギー、ブルッヘ出身の自転車競技（ロードレース）選手。

## 経歴
2010年、コフィディスにてプロキャリアスタート。
2012年、グリーンエッジへ移籍。
2016年、ブエルタ・ア・エスパーニャ第12ステージにて、山岳を乗り越え、残り250ｍで先頭集団からアタック。見事自身初のワールドツアー、及びグランツールでの勝利を飾った。
2018年、ロット・ソウダルに移籍。
2020年、EFプロサイクリングに移籍。

## 主な戦績

### 2010年
- ドリダーフス・ファン・ウェスト＝フラーンデレン 総合優勝
- ノケル・クルス 優勝

### 2011年
- オーストリア一周 区間優勝(第3ステージ)

### 2013年
- ブエルタ・ア・ブルゴス 区間優勝(第2、3ステージ)

### 2016年
- ツアー・オブ・スロベニア　区間優勝（第1ステージ）
- ブエルタ・ア・エスパーニャ　区間優勝（第12ステージ）

### 2017年
- ヘント〜ウェヴェルヘム 2位
- バロワーズ・ベルギー・ツアー　総合優勝

### 2018年
- バロワーズ・ベルギー・ツアー　総合優勝